# 甲府藩
甲府藩（日语：／ Kōfu han */?）是日本江戶時代的一個藩，藩廳位於甲斐國甲府城（今山梨縣甲府市）。

## 歷史
豐臣秀吉時期，曾委派河尻秀隆、豐臣秀勝及加藤光泰出任城主。接著是淺野長政及淺野幸長。德川家康在關原之戰取得大勝後，淺野長政被移封到紀州藩。由德川家入替。1724年因柳澤氏移封到郡山藩後，成為了天領。幕府在此設立甲府勤番。

## 歷代藩主

### 淺野家
22萬石
1. 淺野長政、淺野幸長（1593年-1600年）

### 平岩家
譜代、6萬3千石
1. 平岩親吉（1600年-1603年）

### 尾張德川家
親藩、25萬石
1. 德川義直（1603年-1607年）

### 駿河德川家
親藩、20萬石
1. 德川忠長（1618年-1624年）

### 甲府德川家
親藩、25萬石
1. 德川綱重（1661年-1678年）
2. 德川綱豐（1678年-1704年）

### 柳澤家
譜代、15萬石
1. 柳澤吉保（1704年-1709年）
2. 柳澤吉里（1709年-1724年）

## 支藩
- 甲府新田藩